# 竹田展大
竹田 展大（たけだ のぶひろ、1991年12月20日 - ）は、レスリング選手でありスポーツ科学者。教育者。専門領域は、スポーツ教育学及びスポーツコーチング学。日本ウェルネススポーツ専門学校講師ー現南九州大学教養教育センター助教。南九州大学レスリング部監督。南九州大学学友会体育会部長。修士（スポーツ教育学）。2015年-2020年までは格闘スポーツジム・レッスルウィンで指導・教育をしている。永田克彦の弟子。鹿児島県曽於市出身。

## 略歴
- 2010年JOCジュニアオリンピックカップ優勝。アジアジュニア選手権3位、世界ジュニア8位の実績を持つ。小さいころからの夢であったレスリング選手になるため福岡県立三井高校に進学。九州大会優勝、全国3位の実績を持ち専修大学へ入学。新人戦優勝、JOC2位、全日本選手権ベスト8になる。ロンドン予選に出場したが肩の怪我により無念の負傷敗退。大学4年次にはキャプテンを務めチームを大学団体3位まで導いた。大学卒業後は、国士舘大学大学院スポーツシステム研究科教育学コースへ進学。「キッズレスリングにおける教育について」論文を著す。永田克彦が開くレッスルウィンに弟子として就職し、キッズの指導を行い日本一のチームに導く。また、日本ウェルネススポーツ大学にて非常勤講師も務める。
- 格闘スポーツジム・レッスルウィンに就職後も競技を続け、2016年社会人オープン優勝。(57kg級)その後、リオ予選に出場したものの敗退。翌年2017年全日本社会人選手権2位。天皇杯全日本選手権にも出場する。以降も競技を続け、2019年全日本社会人レスリング選手権にてフリースタイル57kg級とグレコローマン55kg級を両方制覇した。2スタイル制覇。天皇杯には、グレコローマン55kg級に出場。
- 研究者として、スポーツ教育学の領域によりキッズレスリング選手の段階別動作教育やコーチングについて行っている。2016年大学院の論文は「キッズレスリング選手におけるタックルの動作取得について」。この論文にて優秀賞を取得。キッズレスリング選手を教育するさながら、様々なスポーツ教育、コーチングに関して研究を行っている。レッスルウィンにて全国少年少女レスリング選手権大会にて全国チャンピオンを多数輩出。
- ZIPに出演。高橋海斗のメダルラッシュにて高橋海斗とレスリング対決をした。
- 現在は、南九州大学教養教育センターにて勤務。10年ぶりにレスリング部を復活させた。レスリング関連の論文を執筆中。

## 競技実績
- 2009年　全九州大会九州ブロック　優勝
- 2009年　全国グレコローマンスタイル　3位
- 2010年　JOCジュニアオリンピック　優勝
- 2010年　アジアジュニアオリンピック　3位
- 2010年　世界ジュニアオリンピック　8位
- 2011年　東日本新人戦　優勝
- 2012年　全日本選抜選手権　8位
- 2012年　サンキストオープン
- 2013年　ロンドンオリンピック予選天皇杯　8位
- 2015年　全日本社会人選手権　フリースタイル57kg級2位
- 2016年　全国社会人オープン　フリースタイル57kg級優勝
- 2017年　天皇杯全日本選手権　フリースタイル57kg級出場

・ 2018年 全日本社会人選手権 フリースタイル57kg級2位
- 2019年 全日本社会人選手権 フリースタイル57kg級優勝
- グレコローマン55kg級優勝(2スタイル制覇)

- 2019年 天皇杯全日本選手権 グレコローマン55kg級出場
- 2020年 天皇杯全日本選手権 グレコローマン55㎏級出場

## 社会活動
- 地元鹿児島県にて夢プロジェクトを開催
- レッスルウィンにてコーチを務め全国優勝者を輩出
- 日本ウェルネススポーツ大学にて講師を務める
- スポーツ教育学(キッズレスリング領域)にて研究
- デュアルキャリアについての研究